# 4P (Onlinemagazin)
4P (bis Mai 2024 4Players) ist ein deutsches Videospielemagazin. Es beschäftigt sich mit Spielen für PC, PS5, Xbox Series, Nintendo 3DS, PS Vita, Nintendo Switch, Xbox One, PS4 und iPhone, iPad sowie Android. Im Archiv finden sich noch Berichte zu N-Gage, Dreamcast, PlayStation 1–3, PSP, N64, Xbox, Xbox 360, GameCube, Nintendo Wii, Wii U und Game Boy Advance sowie Nintendo DS. Neben dem Internetauftritt existiert auch eine kostenlose Elektronische Zeitschrift. Sie erscheint immer am Ende der Woche mit ausgewählten Artikeln der Website.
Die Website erreichte 2016 mit ca. 7 Millionen Seitenabrufen über 800.000 Besucher pro Monat.
Das Unternehmen wurde im Mai 2000 von der Internet-Agentur „active newmedia GmbH“ in Zusammenarbeit mit freenet.de gegründet und hat seinen Sitz in Hamburg (ehemals in München). Im Dezember 2012 wurde 4Players von Computec Media gekauft. Daraufhin war das Unternehmen 4Players GmbH eine Tochter der Marquard Media Gruppe. Bis Oktober 2021 war Jörg Luibl Chefredakteur des Magazins und Mathias Oertel war der Leiter des Portals.
Im August 2021 kündigte 4Players an, man wolle die redaktionelle Betreuung des Portals zum 31. Oktober 2021 einstellen. Die 4Players GmbH werde sich in Zukunft auf das weltweit operierende Gameserver-Dienstleistungsgeschäft 4Netplayers sowie fortschrittliche Softwarelösungen für Spiele-Entwickler wie die Kommunikations-Software ODIN oder das Multiplayer-Toolset SCILL fokussieren. Am 1. November 2021 setzte jedoch eine neue Redaktion mit dem Hinweis, es hätten sich „Interessenten für den Weiterbetrieb“ gefunden, das Gaming-Newsportal weiter fort.
Die Website wird seit dem 1. April 2022 von Funke Digital GmbH betrieben. Seit dem 22. Mai 2024 wird die Website nur noch unter dem Namen 4P vermarktet.